# 警視庁鑑識班
『警視庁鑑識班』（けいしちょうかんしきはん）は、1996年から2005年まで日本テレビ系「火曜サスペンス劇場」で放送されたテレビドラマシリーズ。全19回。主演は西村和彦。
第1作と第2作は『警視庁鑑識課』のシリーズ名で放送された。
2004年1月14日から3月17日には『警視庁鑑識班2004』として連続ドラマで放送され、火曜サスペンス劇場から連続ドラマ化された唯一の作品である。

## 登場人物

### 警視庁鑑識班
中山淳彦
演 - 西村和彦（幼少期：池上将央）
第一現場鑑識班員。第1作は新人で初仕事は殺人事件。亡父は元大阪府警の刑事で十三回忌の休暇を取って大阪に帰郷する（第1作）。第5作のラストで28歳を迎えた。捜査一課配属を希望し続けていたが、鑑識に配属されて5年の節目で鑑識に残る決断をした。世田谷第二誠和寮に住んでいる。
岩崎鉄男
演 - 角野卓造
第一現場鑑識班係長。刑事を5年してから鑑識員になる（第1作）。矢吹幸代の元夫。幸代とは別れてからも疎遠にならず、幸代の小料理屋に通っている。
赤塚良平
演 - ベンガル（17 - 19）
第一現場鑑識班主任。
津田亘
演 - 稲宮誠（6）、小林すすむ（7 - 19）
第一現場鑑識班員。
矢島
演 - 伏見哲夫（2・4 - 6・9 - 14・16 - 19）
検視官。
花井博之
演 - 浅野和之（5・6）、松永久仁彦（7 - 10・12 - 19）、小松正一（11）
第一現場鑑識班員。
岸野友子
演 - 沢村ゆかり【旧・長澤ゆかり、澤村ゆかり、沢村友香理】（3・5 - 13・16 - 19）
第16作までは指紋係。第17作以降は写真係。
1994年に起きた府中市緑山公園内会社役員殺人事件は警視庁配属後に初めて関わった事件（第11作）。
恩田睦美
演 - 清水あすか（18・19）
指紋係。
大宮秀則
演 - 清水章吾
第一現場鑑識班管理官。階級は警視。

### 元鑑識班のメンバー
藤井康明
演 - 伊藤俊人（1・3・4）
第一現場鑑識班員。
緑川良二
演 - 本城丸裕（1 - 16）
第一現場鑑識班主任。妻との間に男児を授かっている。
久保田登
演 - 宮坂ひろし（1 - 5）
第一現場鑑識班員。
西岡
演 - 冨士原恭平（2）
第一現場鑑識班員。
係員
演 - 市丸優（1 - 6・8 - 12）
指紋係。足跡課員。
係員
演 - 遠山俊也（8）
写真係。
早乙女
演 - 堀ひろこ（14・15）
指紋係。
伊村博美
演 - 雛形あきこ（17）
指紋係。

### 警視庁捜査一課
菊地慎一
演 - 三浦浩一
警部。
吉岡
演 - 大和田伸也（1・3）
捜査一課長。
青柳浩平
演 - 北山雅康（1 - 13）
刑事。淳彦の後輩。世田谷第二誠和寮に住んでいて、部屋は淳彦の隣室のため、ビールやつまみを持って淳彦の部屋に行ったりする。
小倉泰之
演 - 伊東孝明（15 - 17・19）
刑事。
風間均
演 - 加藤隆之（18）
刑事。

### 警視庁科学捜査研究所
沢村純一
演 - 本田博太郎（1 - 12・14 - 19）
第一化学科。技官。
石田孝明
演 - 石井洋祐（2・4 - 6・8・9・11・12・14 - 19）
法医第二研究所の研究員。技官。

### その他
矢吹幸代
演 - 根岸季衣（1 - 7・9 - 16・18・19）
小料理屋「季節料理さちよ」の女将。岩崎の元妻。
1990年 に一人息子を病気で亡くす。幸代はその際も事件に没頭する岩崎に失望して離婚するが、かえって離婚してから関係が良くなる。店の2階は住居になっている。
中山加奈子
演 - 宮本毬子（1・13）
淳彦と沙織の母。大阪在住で沙織と二人暮らし。
中山沙織
演 - 神谷けいこ（1・2・5・11・13）（幼少期：池上仁彩 ）
淳彦の妹。第2作で気晴らしのため東京に出てきて世田谷第二誠和寮を訪れる。第11作は加奈子と喧嘩して東京に出てきて、美容学校の後輩池内美咲と警視庁を訪れる。第11作で26歳。

### ゲスト
第1作「ネジと花粉とライターの石 殺人現場の微細な遺留物が真犯人を追いつめる」（1996年）
- 竹田勇三（竹田不動産 社長） - 木村栄
- 刑事 - 高橋修
- 協和油脂 従業員 - 向井修
- アパートの大家 - 野添義弘
- 安藤の店舗のオーナー - 石坂重二
- 大阪府警 刑事 - 岩鶴恒義
- 落合信之（喫茶店「ノンノン」店主・偽名「安藤」） - 中西良太
- 野口孝弘（不動産ブローカー） - 山崎大輔
- 五十嵐ユキ（三井アーバンホテル 従業員・野口の愛人） - 清水ひとみ
- あやちゃん（淳彦の見合い相手・沙織の同級生） - 中元あや子
- 落合静子（花屋「花工房」店主・信之の妻） - 竹井みどり

第2作「指紋、鏡の破片、血染めの貝殻 ― 殺人現場の遺留物が語る真犯人の心のひだ」（1996年）
- 刑事 - 高杉俊价、羽根田陽一
- 永井和枝（スナック「メロディー」ママ・藍子の母） - 吉行和子
- 管理官 - 伊藤眞
- 小池（建設会社部長） - 望月太郎
- 前田知孝（三洋銀行 行員） - 柴田林太郎
- 北村栄（北村不動産 社長） - 石原辰己
- 田代（サラ金「太陽リース」責任者） - 石坂重二
- 相川（サラ金「太陽リース」従業員） - 億田明子
- 長谷川利夫（サラ金「太陽リース」社長） - 堀田眞三
- 浜野玲子（クラブ「クレスト」ママ） - 朝比奈順子
- 永井藍子（目黒区中目黒特別出張所のOL兼「クレスト」ホステス・長谷川の愛人） - 沖直未（幼少期：三村有己）

第3作「目立つな、動くな、待機しろ！児童誘拐事件で身動きできない鑑識のあせり」（1997年）
- 増田昭一（増田動物病院 経営者・玲子の元夫） - 並樹史朗
- 増田純江（昭一の後妻） - 西初恵
- 増田節子（昭一の母） - 中原早苗
- 黒木秀夫（用務員） - 赤塚真人
- 田辺（特殊班 警部補） - 鶴岡修
- 宮城（刑事課刑事） - 中尾貴美子
- 黒木（秀夫の妻） - しみず霧子
- 増田拓也（昭一と玲子の息子・小学1年生） - 落合扶樹
- 平井悟（拓也の友達） - 山田侑磨
- 秋月玲子（ファッション雑誌の編集長・拓也の実母） - 佳那晃子

第4作「木は森に隠された 夫殺しを否認し続ける妻の犯行を立証する凶器を捜せ」（1997年）
- 武山貞夫（検察官） - 佐々木勝彦
- 伊藤知明（裁判長） - 中村方隆
- 圭子の元同僚 - 堀ひろこ
- 青木文絵（清文堂書店 店員） - 永住千夏
- 川端正（圭子の元上司） - 新納敏正
- 鈴木（圭子の実父・27年前に自殺） - 木澤雅博
- 小幡博行（弁護士） - 不破万作
- 住職 - 守田比呂也
- 遠藤加奈子（圭子の伯母・圭子の両親の自殺後に養母となる） - 絵沢萠子
- 今関圭子（汰市の妻） - 毬谷友子（7歳：竹内美有妃）
- 今関汰市（今関建設会長・都議会議員） - 新原和丸 （ノンクレジット）

第5作「白い小鳥に込めた母への愛 誕生日に殺された少年の心の叫び」（1998年）
- 深川南警察署 刑事 - 飯山弘章、坂田雅彦
- 池沢昭子（スナックのママ） - 清水ひとみ
- 江島光江（祐一と智子の母） - 松本留美
- 江島祐一（光徳学園高校2年生） - 利倉大輔
- 光徳学園高校 教員 - 加島潤
- 「ペットショップ やざわ」店員 - 吉利治美
- 益田篤子（江島家の隣人） - 児玉美智子
- 益田秀夫（篤子の息子・浪人生） - 榊英雄
- 江島智子（祐一の姉） - 増田未亜
- 長谷川（愛和家族病理研究所 所長） - 中丸新将
- 江島有三（祐一と智子の父） - 岸部一徳

第6作「女の目撃証言通りに描いた顔の男は無実 ― 似顔絵一筋35年の老鑑識員の屈辱」（1998年）
- 渋沢（ゲームソフト会社「キッズ」専務） - 大林隆之介
- 桧山勝彦（「キッズ」社長） - 藤野晃
- 警察署長 - 笹本憲史
- 江田純江（勝彦の2人目の妻・喫茶店経営） - 風祭ゆき
- 桧山亮子（勝彦の現在の妻・高志の継母） - 西初恵
- 小野真弓（商社OL・事件の目撃者） - 奥山佳恵
- 桧山高志（「キッズ」副社長・勝彦の息子） - 斉藤隆治
- 片岡栄二（「キッズ」社員） - 永堀剛敏
- 秋津武司（写真班係長・警部） - 八名信夫

第7作「社長射殺事件の凶器はオレの銃 ― 拳銃を奪われた暴対刑事の苦悩と恐怖の10日間」（1999年）
- 足立枝理子（デザイナー・敏夫の愛人） - 板谷祐三子
- 後藤（技官） - 荻原紀
- 福原瑞江（ブティック店副社長・敏夫の妻） - 木村理恵
- 福原敏夫（ブティック店社長） - 中島久之
- 久我三郎（前科者） - 有薗芳記
- 柏木陽子（証券会社社員・功の娘） - 山本麻生
- 柏木功（新宿北警察署暴力団対策係 警部・岩崎の警察学校の同期生） - 阿藤海

第8作「逃亡生活14年 ― 整形までした時効間近の女の突然の心変わり」（1999年）
- 松橋民夫（弁当屋主人） - 小宮孝泰
- 菅野隆一（東洋タイムス社会部 記者） - 新井康弘
- 長瀬幸英（風俗店店員・知美の遺児） - 金子貴俊
- 内海透（風俗店店長） - 奥本東五
- 吉国潤子（14年前に大阪で発生した強盗殺人事件の犯人） - 金久美子
- 長瀬知美（潤子の元同僚・14年前死亡） - 西岡ちあき
- 松橋孝一（民夫の息子） - 今野雅人
- 出村雄三（大阪府警察 警部） - 岸部一徳

第9作「麻薬の甘い誘惑 ― 娘が危ない！夫に内密で殺された売人に接触した刑事の妻」（2000年）
- 定岡誠一（覚醒剤の売人） - 天宮良
- 松崎将夫（水谷印刷 従業員・淳子の婚約者） - 山口粧太
- 山岸（生活安全課課長） - 杜澤泰文
- 水谷雄一（水谷印刷 社長） - 松澤一之
- 細井絹子（貞夫の妻） - 手塚理美
- 塚田淳子（水谷印刷 パート従業員・覚醒剤の常習者） - 上原真希子
- ヨシエ（サチの母） - 清水ひとみ
- 細井亜希子（貞夫と絹子の娘・女子高生） - 小泉ゆみ
- サチ（亜希子の同級生） - 高木梓
- ホテル「リフレイン」従業員 - 堀ひろこ
- クラブ店員 - 隈部洋平
- アケミ（定岡の愛人） - 平沙織
- 小田島俊（東池袋警察署 刑事） - 高杢禎彦
- 細井貞夫（東池袋警察署 警部補・元鑑識員） - 赤井英和

第10作「毒殺された医師の診察メモに三つの指紋 命懸け復讐一筋の女の三年間」（2000年）
- 佐久間（落合警察署 刑事） - 伊藤洋三郎
- 橋田智幸（大久保南病院 内科医） - 加納竜
- 刑事部長 - 森富士夫
- 遠山伸二（大久保南病院 事務長） - 深水三章
- 汐見佳織（大久保南病院 看護婦・智幸の元愛人） - 杉田かおる
- 橋田登喜子（智幸の妻） - 景山仁美
- 小林美枝子（睦子の娘） - かとうあつき
- 古賀俊恵（佳織の友人） - 堀ひろこ
- 白鳳社 編集長 - 小檜山洋一
- 小島隆一（大久保南病院 院長） - 加島潤
- 小林睦子（大久保南病院 掃除婦） - 五月みどり

第11作「白骨死体を我が子と絶対に認めない父と母の六年前の心の闇」（2001年）
- 武田（刑事） - 中村元則
- 宮前（刑事） - まいど豊
- 山内（府中東警察署 刑事） - 鈴木一功
- 管理官 - 児玉頼信
- 監察医 - 野村信次
- 池内美咲（美容師・沙織の美容学校の後輩） - 菊池麻衣子
- 小松誠一（美咲の異父兄・失踪中） - 鬼丸亮
- ユキエ（スナック「八代」ママ） - 松美里杷
- 美容師 - 山崎岳大
- 後藤直之（藤原製菓専務・婿養子で旧姓「高橋」） - 下塚誠
- 後藤リョウ子（後藤の妻） - 藤田三保子
- 小松豊（美咲の父・誠一の養父） - 河原崎建三
- 池内美子（フラワーショップアイ 店主・美咲と誠一の母・小松の元妻） - 大谷直子

第12作「アホウドリと真人間の危うい友情 ― チャット画面に点滅する孤独な現代人の危険信号」（2001年）
- 竹本秀明（ハイテク犯罪捜査班） - 佐藤裕
- 安川正治（東亜工業大学工学部 学生） - 河相我聞
- 野村弘幸（ゲームショップ店長） - 嶋田豪
- 松島（書店員） - 堀ひろこ
- 寺島（刑事） - 濱近高徳
- 後藤（技官） - 駒塚由衣
- 露木綾子（OL） - 森口博子

第13作「娘を襲った暴漢の死体に附着した赤い糸くず ― 生母と養母が競い合う愛と殺意の踏絵」（2002年）
- 中里三千代（クリーニング店経営者・幸の義母） - 左時枝
- 太田（豊島警察署 刑事） - 小野了
- 刑事 - 小井塚登
- 交通鑑識員 - 山本修
- 小田切（警視庁科学捜査研究所第一化学） - 木下ほうか
- 小谷慎二（パチンコ店員・最近大阪の刑務所を出所した前科者） - 山本竜二
- 香坂（交通鑑識員） - 深水三章
- 中里幸（保母・三千代の養女・英子の実娘） - 大谷みつほ（3歳：笹野まゆ）
- ミツ子（美容室のオーナー） - 松美里杷
- 保母 - 田中恵里、朝本紗ゆり
- 小林（幸の婚約者の息子） - 小倉史也
- 野崎観音の売り子 - 徳田尚美
- 家庭センターの職員 - 加島潤
- 逢坂学園児童養護施設の園長 - 山野史人
- 和泉英子（美容師・幸の実母） - 金久美子

第14作「女店員絞殺死体の指紋が暴く15年前の射殺事件 ― 刑事の養女は時効寸前の被害者の娘」（2002年）
- 坂田（刑事） - 森下能幸
- 福岡（刑事） - 安藤一夫
- 佐賀（刑事） - 鈴村近雄
- 鹿野秀夫（警備員・15年前射殺） - 藤野晃
- 奥本博久（祐子と親しかった男） - 所博昭
- スナック「クラクラ」ママ - 児島美ゆき
- 中原祐子（ブティック店員・「クラクラ」元ホステス） - 大西結花
- 寺崎豊（インター商事 社長） - モロ師岡
- 戸塚香織（鹿野の娘・鹿野の射殺後に戸塚の養女になる） - 小川範子（10歳：大川優芽）
- 小暮（関内警察署 刑事・香織の恋人） - 草野康太
- 中里ケイ子（翔矢の客） - 松美里杷
- 山崎（大学教授） - 外波山文明
- 桜井章子（マンションの管理人） - 毬美奈子
- 太田翔矢（ホスト） - 伊崎充則
- 戸塚治平（恵比寿警察署 刑事課長・元鑑識員） - 夏八木勲

第15作「幼児誘拐が暴く女の悲しい嘘 ― 故郷の海で犯人自殺？嘘の心理に敏感なポリグラフ」（2002年）
- 牛丸（警視庁科学捜査研究所） - 武発史郎
- 村川（特殊班刑事） - 中根徹
- 刑事 - 樽沢勇紀
- 一ノ瀬（刑事） - 奥本東五
- 安西尚彦（建夫の会社の上司） - 久富惟晴
- 河本民江（建夫の母） - 長谷川待子
- 河本建夫（会社員・芙美子の交際相手） - 美木良介
- 三輪綾子（良乃の母） - 近衛れい子
- 芙美子の同僚 - 斎藤みどり
- 君塚博 - 檜尾健太
- 内田理奈（芙美子の娘・1歳） - 矢田響
- 三輪良乃（ホステス・安西の愛人） - 毬谷友子
- 内田芙美子（訪問看護師・シングルマザー） - 浅田美代子

第16作「殺された保育士に幼児虐待と不倫の疑惑 葉のDNA鑑定が暴く喪服の母親の悲鳴」（2003年）
- 大島（刑事） - 李鐘浩
- 根本透（世田谷南警察署 刑事） - 鶴岡修
- 丹野優美（雅美の妹） - 雛形あきこ
- 杉崎信也（ルポライター・淳彦の警察学校時代の同期） - 大鶴義丹
- 西垣亮一（めぐみ保育園 園長） - 並樹史朗
- 雑誌の編集長 - 城後光義
- 丹野豊（優美の夫） - 大沢健
- 「季節料理さちよ」の客 - 野口雅弘、山内健嗣、鬼界浩巳
- クラブ店長 - 成田浬
- 杉崎達也（信也と明子の息子・1年前交通事故死） - 藤村耕平
- 旅館の女将 - 山本ゆか里
- 丹野ミチ子（豊の母） - 二宮弘子
- 杉崎明子（信也の妻） - 渡辺梓
- 篠田雅美（めぐみ保育園 保育士・元ホステス） - 大島さと子

第17作「高山祭に彫った形見のペンダントにこもる怨念 30年ぶりの再会がもたらす復讐の毒牙」（2004年）
- 南条景子（歯科技工士・紀枝の幼馴染） - 秋本奈緒美（幼少期：馬場梨里杏）
- 渋谷紀枝（ブティック店長） - 高橋かおり（幼少期：高柳樹莉亜）
- 須永修（1年前に懲戒免職になった元警部） - 下元史朗
- 彫金師 - 奥村公延
- 笠松誠司（教師・5年前に強制わいせつ罪で逮捕後に自殺） - 正城慎太郎
- 刑事（須永の同期） - 諏訪太朗
- 刑事 - 永倉大輔

第18作「首吊り死体に劇薬の痕跡！拭き忘れた指紋とロープの繊維片が暴く女3人の危険な約束」（2005年）
- 剣持みさと（永和医大病院 看護師長） - 藤真利子
- 上原薫（スナック「くるみ」ママ） - 深浦加奈子
- 逢沢葉子（保険外交員） - 重田千穂子
- 日向真輔（永和医大病院 外科医） - 三田村賢二
- 西尾（刑事） - 山本竜二
- 刑事 - 泉知束
- 青島春香（託児所カンガルー園 保育士） - 栗山かほり
- 杉浦健司（手配中の強盗傷害犯） - 奥本東五
- 高木早苗（葉子の上司） - 松美里杷
- 逢沢和哉（葉子の息子・2年前に永和医大病院で死亡） - 小野叶聖
- 日向真理子（真輔の妻） - 林寛子

第19作「老女殺害の秘密を握るラーメン好きの車椅子少年 殺人犯の匂いを追い続ける警察犬と老刑事の執念の道」（2005年）
- 田原聡美（誠一の娘） - 勝村美香
- 峰岸淑子（武史の母） - 岩本千春
- 檜山享（ラーメン店「いちや」店主） - 前田淳
- 峰岸武史（車椅子の少年） - 田中碧海
- 大森幸生（フリーの雑誌記者） - 吉満涼太
- 横井保（西八王子警察署刑事課 刑事） - 高野ひろゆき
- 佐川明子（週刊アグレッシブ 編集長） - 駒塚由衣
- ラーメン店「白鳳」店主 - うえだ峻
- 磯辺房枝（1年前の強盗殺人事件の被害者） - 服部美也子
- 大泉警察署 刑事 - 石沢徹
- 一条愛子（タレント） - 高木梓
- 刑事 - 榎本たつお
- T・K（地方公務員） - 税所伊久磨
- 吉岡（生活安全課刑事） - 嶋田豪
- 刑事 - 堂下勝気
- 江崎宏樹（闇金事務所経営） - 大口広司
- 田原誠一（西八王子警察署刑事課 刑事・元警視庁鑑識班警察犬係） - 林隆三

## スタッフ
- 原案 - 前川洋一（1）
- 企画 - 長富忠裕、酒井浩至
- 脚本 - 坂田義和（1 - 7・15）、下村優（7 - 11・13 - 19）、扇澤延男（8）、石川雅也（9）、江良至（11）、田部俊行（12）、宮村優子（13）、高橋正弥（14）、岡崎由紀子（16）、武井由美（17・18）
- 音楽 - 川村栄二
- 監督 - 下村優
- 予告ナレーション - 平野義和（16 - 19）
- チーフプロデューサー - 重松修、佐藤敦、増田一穂、梅原幹
- プロデューサー - 佐光千尋、木川康利[29]、粕川今日子（13 - 16）、高橋秀明（18・19）
- 制作 - 日本テレビ
- 制作著作 - ペンハウス制作（1 - 3）、J.V.プロデュース（4 - 11）、JAPAN VISTEC（12 - 19）

## 放送日程
| 話数 | 放送日         | サブタイトル                                                                                  | 脚本              | 視聴率 |
| ---- | -------------- | --------------------------------------------------------------------------------------------- | ----------------- | ------ |
| 1    | 1996年05月14日 | ネジと花粉とライターの石 殺人現場の微細な遺留物が真犯人を追いつめる                           | 坂田義和          | 19.4%  |
| 2    | 12月03日       | 指紋、鏡の破片、血染めの貝殻 ― 殺人現場の遺留物が語る真犯人の心のひだ                         | 坂田義和          | 19.5%  |
| 3    | 1997年04月22日 | 目立つな、動くな、待機しろ！児童誘拐事件で身動きできない鑑識のあせり                          | 坂田義和          | 22.1%  |
| 4    | 11月25日       | 木は森に隠された 夫殺しを否認し続ける妻の犯行を立証する凶器を捜せ                             | 坂田義和          | 18.9%  |
| 5    | 1998年05月12日 | 白い小鳥に込めた母への愛 誕生日に殺された少年の心の叫び                                       | 坂田義和          | 19.6%  |
| 6    | 11月17日       | 女の目撃証言通りに描いた顔の男は無実 ― 似顔絵一筋35年の老鑑識員の屈辱                         | 坂田義和          | 20.8%  |
| 7    | 1999年06月22日 | 社長射殺事件の凶器はオレの銃 ― 拳銃を奪われた暴対刑事の苦悩と恐怖の10日間                     | 坂田義和 下村優   | 16.0%  |
| 8    | 12月14日       | 逃亡生活14年 ― 整形までした時効間近の女の突然の心変わり                                       | 扇澤延男 下村優   | 19.3%  |
| 9    | 2000年04月18日 | 麻薬の甘い誘惑 ― 娘が危ない！夫に内密で殺された売人に接触した刑事の妻                         | 石川雅也 下村優   | 17.9%  |
| 10   | 10月17日       | 毒殺された医師の診察メモに三つの指紋 命懸け復讐一筋の女の三年間                               | 下村優            | 20.2%  |
| 11   | 2001年01月09日 | 白骨死体を我が子と絶対に認めない父と母の六年前の心の闇                                        | 下村優 江良至     | 18.9%  |
| 12   | 6月12日        | アホウドリと真人間の危うい友情 ― チャット画面に点滅する孤独な現代人の危険信号                 | 田部俊行          | 18.7%  |
| 13   | 2002年01月08日 | 娘を襲った暴漢の死体に附着した赤い糸くず ― 生母と養母が競い合う愛と殺意の踏絵                 | 下村優 宮村優子   | 18.3%  |
| 14   | 4月09日        | 女店員絞殺死体の指紋が暴く15年前の射殺事件 ― 刑事の養女は時効寸前の被害者の娘                 | 下村優 高橋正弥   | 19.2%  |
| 15   | 10月29日       | 幼児誘拐が暴く女の悲しい嘘 ― 故郷の海で犯人自殺？ 嘘の心理に敏感なポリグラフ                  | 坂田義和 下村優   | 18.0%  |
| 16   | 2003年04月15日 | 殺された保育士に幼児虐待と不倫の疑惑 葉のDNA鑑定が暴く喪服の母親の悲鳴                        | 下村優 岡崎由紀子 | 18.8%  |
| 17   | 2004年06月08日 | 高山祭に彫った形見のペンダントにこもる怨念 30年ぶりの再会がもたらす復讐の毒牙                 | 武井由美 下村優   | 15.9%  |
| 18   | 2005年02月01日 | 首吊り死体に劇薬の痕跡！拭き忘れた指紋とロープの繊維片が暴く女3人の危険な約束                 | 武井由美 下村優   | 14.6%  |
| 19   | 5月24日        | 老女殺害の秘密を握るラーメン好きの車椅子少年 殺人犯の匂いを追い続ける警察犬と老刑事の執念の道 | 下村優            | 13.2%  |

- 視聴率はビデオリサーチ調べ、関東地区・世帯